# LOVE RADIO 103.7
上海人民广播电台经典金曲广播，宣传名LOVE RADIO 103.7，原名为上海人民广播电台音乐台（音乐之声）、上海人民广播电台流行金曲广播，是一家总部设在上海的音乐广播频率，也是上海最早的音乐频率，开播于1985年9月1日。该台原先隶属于上海人民广播电台，但在上海广播电视台成立将上海人民广播电台和上海东方广播电台合并后，原上海人民广播电台流行金曲广播并入后来成立的SMG文艺广播中心，并更名为LOVE RADIO 103.7。
2010年，SMG广播部门进行改制，成立新的上海东方广播有限公司，LOVE RADIO 103.7并入东方广播。该台是上海唯一24小时广播的音乐电台。

## 节目
- 星星堆满天
- 精选103
- 音乐早班车
- 早安新发现
- 中文金曲馆
- 音乐随心听
- 音乐爱当家
- 音乐零负担
- 乐游3至5
- 娱乐正当时
- 最爱K歌
- 音乐晚自习
- 阿彦和他的朋友们
- 康定小情歌
- 明日之星DJ秀
- 志炫音乐
- 吴法抵挡
- 环球风行秀
- 103怀旧金曲
- 音乐现场秀
- 秋林有约
- 最爱K歌榜
- 张明欧美音乐时间
- 声色魅影时间
- 裴紫安的分享时光
- 周末大来宾 PLAY DJ
- 103客栈
- 音乐名人堂
- 歌词达人
- 凡人歌
- 绝色魅影

## 外部連結
- 官方网站